# Parke's Castle

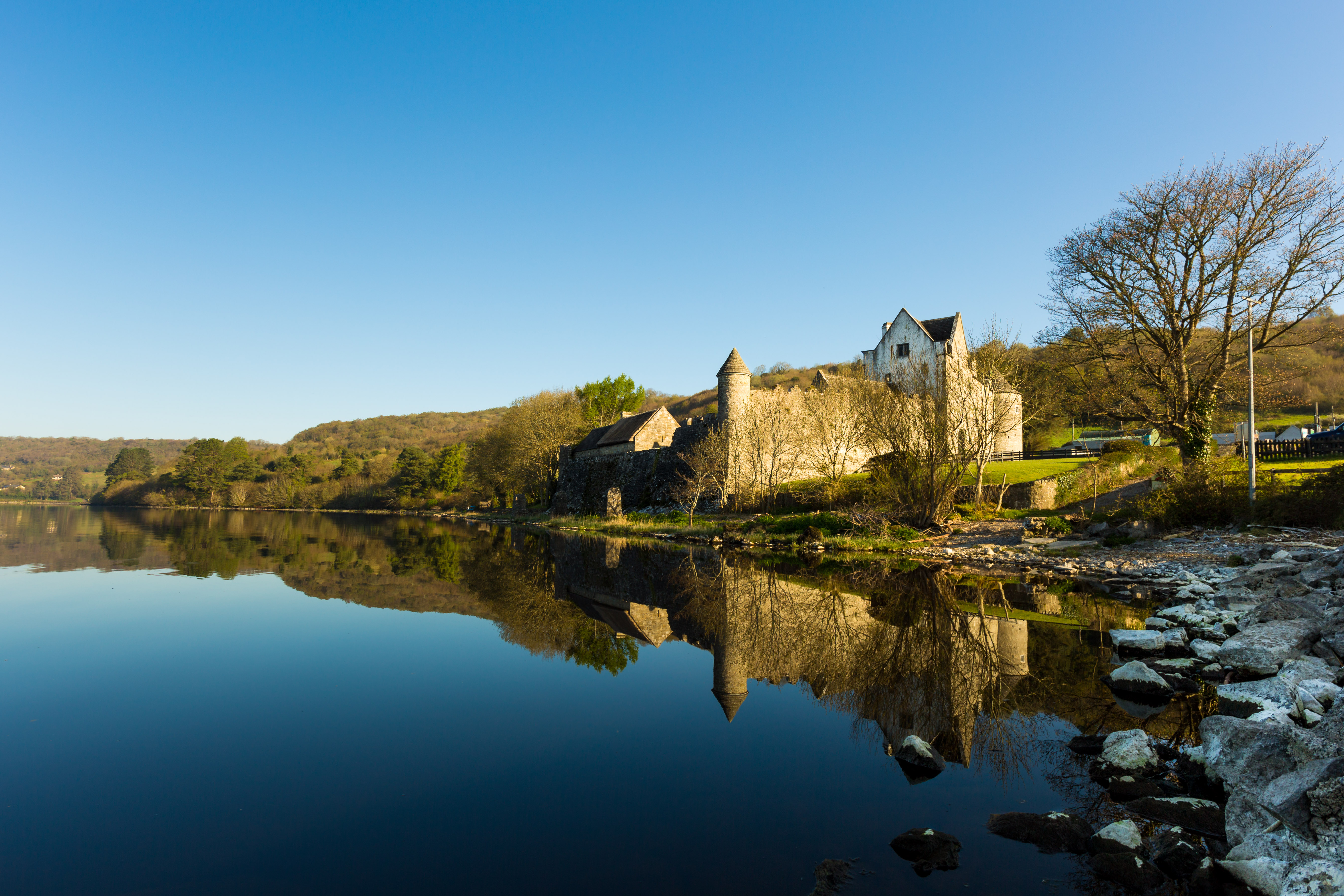
Parke's Castle

La Parke's Castle es una mansión situada en las cercanías de Dromahair, en el condado de Leitrim en Irlanda.
La fundación de la casa se remonta al año 1609 cuando el capitán y colono inglés Robert Parke la construye. La construcción se inicia cuando en el siglo XVII se remodela y transforma la torre anterior existente del siglo XVI propiedad del clan O`Rourke (Breifne).
En este castillo encontraron refugio decenas de españoles bajo la protección de Brian O'Rourke tras el naufragio de la Armada Invencible en 1588, entre los que se encontraba el capitán Francisco de Cuéllar.
En la actual construcción destacan las chimeneas y las ventanas.